# Ariella Kent
Ariella Kent è la Supergirl dell'853º secolo. È un personaggio immaginario dalla serie Supergirl della DC Comics. Il personaggio comparve per la prima volta in Supergirl 1.000.000, e fu creata da Peter David e Dusty Abell.

## Biografia del personaggio
Quando Linda Danvers tentò di prendere il posto della Kara Zor-El pre-Crisi, senza saperlo vinse il cuore della versione pre-Crisi di Superman. I due si sposarono, ed ebbero una figlia di nome Ariella Kent (R'E'L in kryptoniano). Quando lo Spettro giunse per rimandare Linda al suo tempo, nell'epoca post-Crisi, e riportare l'epoca pre-Crisi al suo stato originale (e rimpiazzarla con Kara), Linda accettò alla condizione che sua figlia venisse risparmiata. Lo Spettro accettò i termini, e quando tutte le tracce dell'esistenza di Linda vennero cancellate dall'epoca pre-Crisi, Ariella fu lasciata da sola a vagare per l'universo. Possedendo dei poteri inimmaginabili già alla tenera età di 6 anni, Ariella cominciò a giocare nello spazio, causando inconsapevolmente delle devastazioni massicce. La sua abilità di viaggiare nel tempo, la portò nell'853º secolo, dove salvò un pianeta dalla distruzione giocando con gli invasori (e accidentalmente distruggendo la loro nave e le loro armi). Si attaccò in modo particolare ad un rifugiato alieno, Dura, che tentava di scappare da lei, dato che aveva quasi distrutto il suo pianeta. Lei lo chiamò "papà", mentre lui la chiamò "R'E'L, la Distruggitrice di Mondi", e riuscì ad utilizzare l'affetto che la bambina provava per lui per esercitare un certo grado di controllo su di lei, e mantenere così l'universo al sicuro.
Successivamente, Ariella viaggiò nell'epoca post-Crisi, poco dopo la storia di "Sins of Youth", dove incontrò il suo nuovo compagno di giochi, Klarion il mago. Dove si trovi adesso non si sa, ma si presume che stia vivendo delle avventure da qualche parte.

## Poteri e abilità
Per un ibrido umano/kryptoniano, Ariella possiede dei poteri vasti per la sua età. Possiede un'incredibile super forza e un'illimitata super velocità. Può volare, viaggiare nel tempo a piacere, muovere oggetti con la telecinesi e teleportarsi ovunque desideri. È invulnerabile, e invecchia ad una velocità estremamente lenta. Possiede anche la vista a raggi-X, e quella calorifica. A causa dell'alto livello di potere a quest'età, Ariella può diventare altamente distruttiva, in quanto ancora non ha imparato a trattenere le sue abilità.

## Post-Crisi Infinita
Secondo un'intervista a Newsarama, dopo gli eventi di Crisi infinita, DiDio affermò che la Supergirl Matrice venne cancellata dall'esistenza. Tuttavia, Geoff Johns affermò successivamente «Per quanto riguarda questo...huh? Linda Danvers non è stata tolta del tutto dalla retcon». Il personaggio di Linda Danvers fu utilizzato nel fumetto del 2008 Reign in Hell, ma l'esistenza di Ariella nel canone corrente è ancora da stabilire.